# Catalunya Sí que es Pot
Catalunya Sí que es Pot era una coalizione di sinistra composta da Podemos, Iniziativa per la Catalogna Verdi (ICV) e Sinistra Unita e Alternativa (EUiA). È stato formato nel 2015 per partecipare alle elezioni regionali catalane previste per il 27 settembre di quell'anno.
CSQP ha ottenuto 366.494 voti (8,94% dei voti) e 11 seggi nelle elezioni catalane del 2015.

## Partiti membri
- Podemos
- Iniziativa per la Catalogna Verdi
- Sinistra Unita e Alternativa
- Equo

### Parlamento della Catalogna
| Parlamento della Catalogna |              |      |       |             |              |
| Elezioni                   | Voti         | %    | Seggi | Status      | Leader       |
| 2015                       | 367,613 (#4) | 8.94 | 11    | Opposizione | Lluís Rabell |